# Ванесса Вайт
Ванесса Карен Вайт (англ. Vanessa Karen White; нар. 30 жовтня 1989, Іовіл, Сомерсет, Велика Британія) — британська співачка, авторка пісень, танцюристка та акторка, колишня учасниця гурту The Saturdays.
У 2007 стала однією із п'яти вокалісток британського поп-гурту The Saturdays. До 2014 записала і випустила із гуртом чотири студійні альбоми: «Chasing Lights» (2008), «Wordshaker» (2009), «On Your Radar» (2011) та «Living for the Weekend» (2013).

## Життєпис
Ванесса Карен Вайт народилася 30 жовтня 1989 у місті Іовіл англійського графства Сомерсет. Її матір філіппінського походження, батько британець. Має старшого брата Раяна та молодшу сестру Селін.
У 2011 Ванесса Вайт почала зустрічатися із чоловічим стилістом Гарі Салтером. У квітні 2017 вони порвали стосунки.

## Дискографія

### Соло
Альбоми
- Chapter One (2016) (міні-альбом)
- Chapter Two (2017) (міні-альбом)
- Chapter Three (2018) (міні-альбом)

Сингли
- Don't Wanna Be Your Lover (2015)
- Nostalgia (2016)
- Low Key (2016)
- Good Good (2017)
- Running Wild (2017)

### The Saturdays
Альбоми
- Chasing Lights (2008)
- Wordshaker (2009)
- Headlines! (2010)
- On Your Radar (2011)
- Living for the Weekend (2013)